# Llorenç Planes
Llorenç Planes (Costoja, el Vallespir, 29 de març de 1945 - Sant Nazari de Rosselló, 4 de desembre de 2016) va ser un escriptor i polític nord-català molt influent en el moviment catalanista de la Catalunya del Nord. Va encunyar el terme Catalunya Nord per referir-se al territori català que pertany a l'Estat francès.

## Biografia
Llorenç Planes va nàixer en una casa de pagès a Costoja (Vallespir) el 1945, a prop de la frontera d'estat. Passà la seva joventut pels voltants d'aquest ròdol i només va ser quan feu 16 anys que començà a allunyar-se de la terra nadiua. Se n'anà primer a Perpinyà per a estudiar el batxillerat i més endavant a Tolosa, on estudià enginyeria agrònoma.
La seva trajectòria professional el portà més al nord encara, hagué de passar dos anys a Dijon en una escola de funcionaris del Ministeri francès de l'Agricultura i després del servei militar, visqué uns quatre anys a Orlhac (Alvèrnia) i d'ençà el 1975 va residir a París abans de tornar a Catalunya Nord uns quants anys després.
Donà classes d'agricultura a Tesà (el Rosselló), alhora que fou encarregat d'aquesta matèria a la Universitat Catalana d'Estiu de Prada (el Conflent) des del 1973, des d'on procurà tractar de manera comuna els problemes dels agricultors de Catalunya Nord i de Catalunya Sud. Va col·laborar amb el Grup Cultural de la Joventut Catalana i amb el Comitat Rossellonès d'Estudis i Animació (CREA). Del 1970 al 1978 fou redactor de La Falç. El 1986 fou un dels fundadors d'Unitat Catalana, i el 1989 substituí Andreu Barrere en la presidència, càrrec en el qual fou renovat el 1993.
Inspirat per l'analogia amb Euskadi Nord i Euskadi Sud, va encunyar el terme Catalunya Nord, reflectit per primera vegada el 1974 en El petit llibre de la Catalunya Nord.
Fou regidor (1995-2001) i tinent d'alcalde (1998-2001) de Sant Nazari de Rosselló.
Morí el 4 de desembre de 2016.

## Obres
- El petit llibre de Catalunya-Nord (Lluita per un "Rosselló" català) (1974)
- Els vins del Rosselló (1980)
- Per comprendre Catalunya Nord. De la identitat desnaturalitzada a l'esperança de futur (2012)